# Nikolaï Sapounov
Nikolaï Nikolaïévitch Sapounov (en russe : Сапунов, Николай Николаевич) (17 décembre 1880, Moscou — 14 juin 1912, à Terioki dans les environs de Saint-Pétersbourg) est un peintre russe ; un des meilleurs réalisateur de décors de théâtre de l'histoire du théâtre russe. Il fut membre associé de la « Société des Artistes de Moscou », de la « Rose écarlate » et de la « Rose bleue » (Moscou 1907), de « Mir iskousstva » et encore de la « Couronne » (Moscou 1907-1908). Il est également connu pour son cycle de natures mortes. 

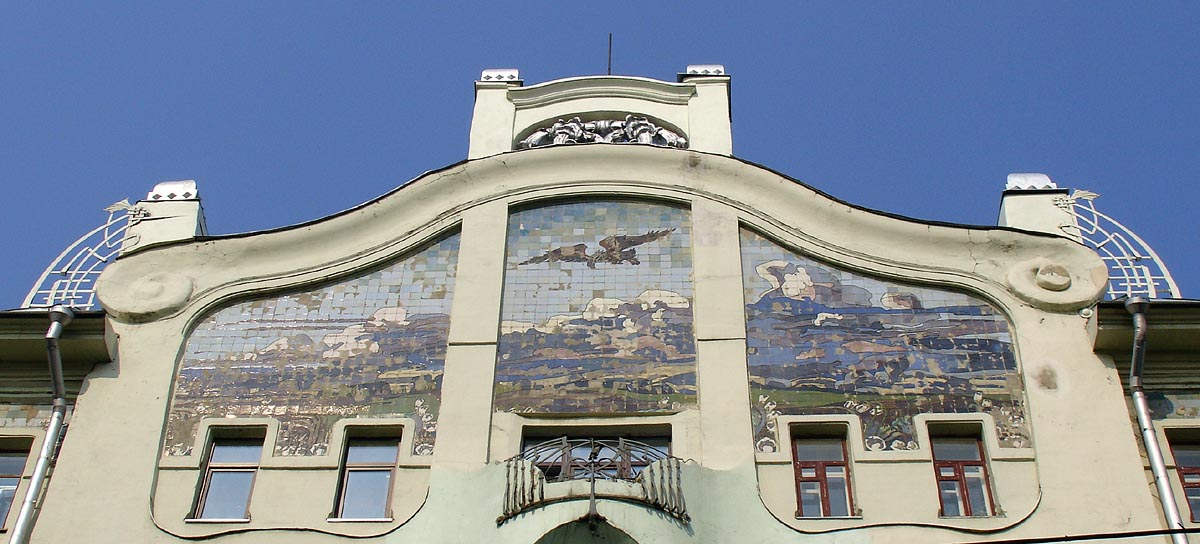
Maison Sokol à Moscou : la mosaïque de N. Sapounov.

À partir de 1900, il réalisa les décors des pièces de Maeterlinck, et collabora avec le metteur en scène Meyerhold. 

## Biographie
Sapounov étudia à l'École de peinture, de sculpture et d'architecture de Moscou (1893-1904), chez Constantin Korovine, Isaac Levitan, Valentin Serov, et à l'Académie des Beaux-Arts de Saint-Pétersbourg chez Alexandre Kisseliov (1904—1911).
C'est à Moscou et à Saint-Pétersbourg qu'il commença à travailler pour le théâtre. Ainsi, lorsque la grande actrice Vera Komissarjevskaïa invita le jeune Meyerhold comme metteur en scène de son « Théâtre dramatique » (1905) à Saint-Pétersbourg, il fit appel à Sapounov pour les décors de « Hedda Gabler » d'Ibsen. Vassili Millioti collabore à cette réalisation. Le travail de Sapounov fut provocant, l'action se déroulait devant un fond monochrome placé près de l'avant-scène, laissant un espace étroit aux acteurs. La scène semblait enveloppée dans une fumée vert-bleue, argentée qui donnait des allures fantomatiques.    
C'est le spectacle « Balagantchik » en 1906, sur une idée du réalisateur Vsevolod Meyehold, qui lui apporta le plus de succès. Auteur de majolique, de mosaïque, avec sa réalisation d'un faucon dans l'attique de la maison Dokhodniy Sokol (1904), de l'architecte Ivan Mashkov, dans la rue du Pont-Kousnetski à Moscou. 
Il exposa ses premières œuvres en mai-juin 1904 à l'exposition la « Rose écarlate » (Saratov, 1904), exposition unique, d'un groupe d'artistes réunis sous ce nom et dont plusieurs étaient originaires de Saratov même, parmi lesquels Pavel Kouznetsov et Piotr Outkin. Furent également invités à cette exposition, en qualité de membres d'honneur : Mikhaïl Vroubel, Victor Borissov-Moussatov. Parmi les peintres les plus réputés, il faut encore citer parmi les participants à cette exposition : Anatoli Arapov, Martiros Sarian, Sergueï Soudeïkine.
Nikolaï Sapounov participa également à l'illustration de revues symbolistes « Vesy » (la Balance) et « La Toison d'or ».
Sous les auspices du financier Nikolaï Riabouchinski se tient en 1907 l'exposition de la Rose bleue. Seize artistes conduits par Pavel Kouznetsov présentaient leurs essais symbolistes en peinture. Avec Martiros Sarian, Vassili Millioti et d'autres peintres, Sapounov y expose ses toiles.
En 1911, Sapounov est à Moscou pour travailler aux décors du « Bourgeois gentilhomme » de Molière dont il souligna la bouffonnerie avec succès.
Il mourut en 1912 pendant une promenade en barque à Terioki ; la barque chavira et il se noya ; les autres passagers furent sauvés par un bateau.

## Œuvres

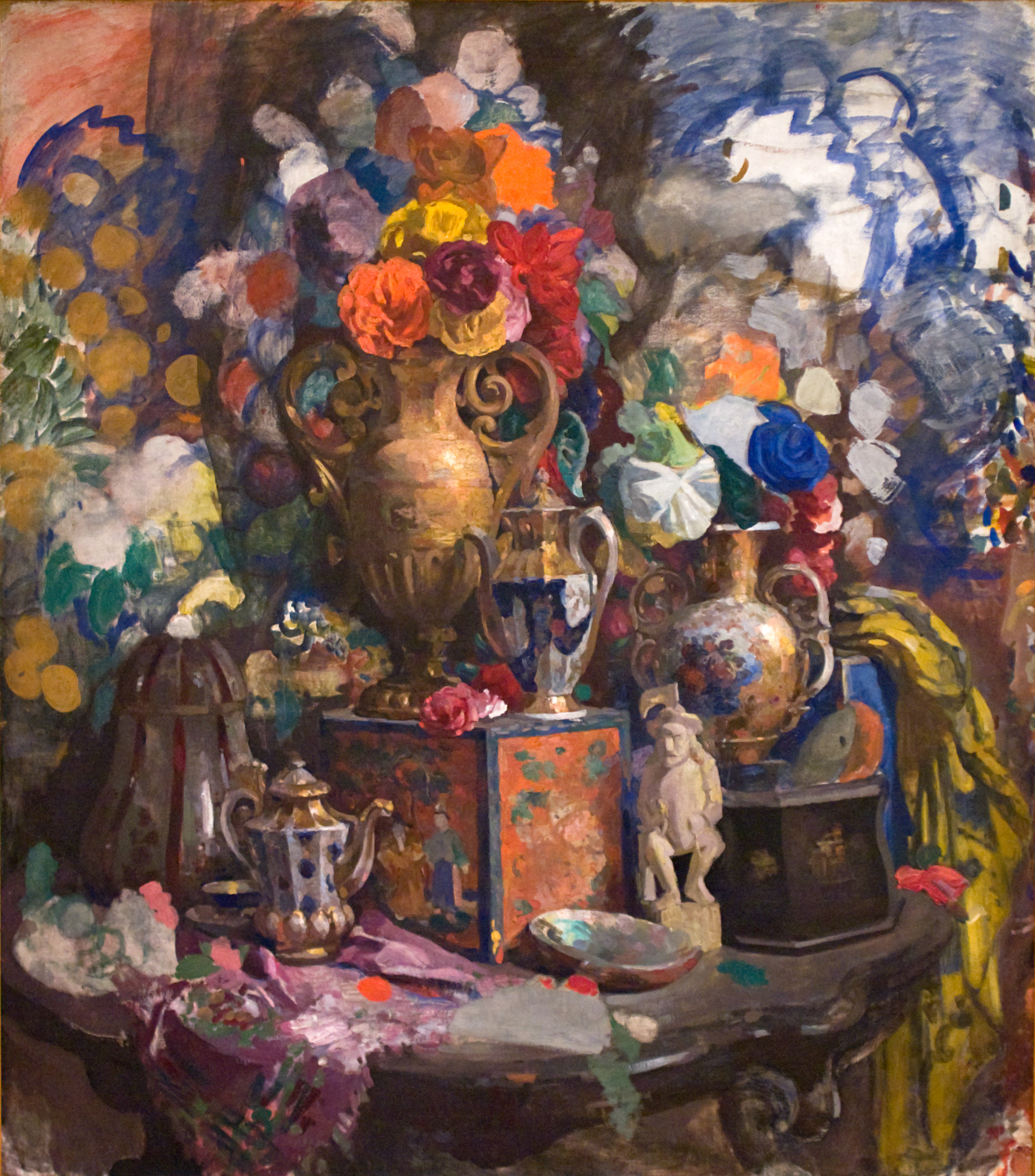
Fleurs et porcelaine (1912, Musée Russe).
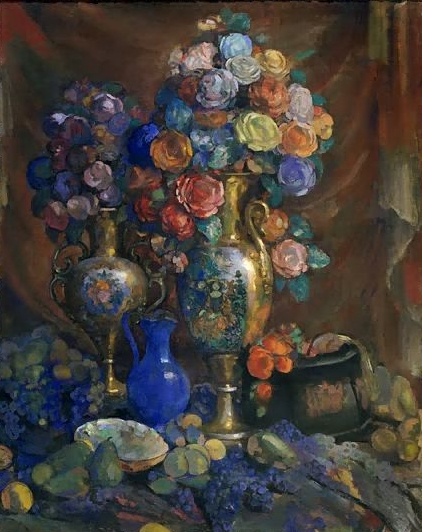
Nature morte. Vases, fleurs et fruits (1912, Galerie Tretiakov).

## Sources
- (fr) Ida Hoffmann-Europalia: Le symbolisme russe, la rose bleue : Europalia 2005, Fonds Mercator.  (ISBN 90-6153-610-3).
- The World of Art Movement — In erly 20th—centry Russia. Aurora Art Publishers. Leningrad. 1991  (ISBN 5-7300-0215-7)
- Северюхин Д. Я., Лейкинд О. Л. Золотой век художественных объединений в России и СССР (1820—1932). Издательство Чернышёва. Санкт-Петербург. 1992  (ISBN 5-85555-004-4)